# The Circus Starring Britney Spears
The Circus Starring: Britney Spears, ook bekend als The Circus Tour, is een concertenreeks van Britney Spears een reeks wereldwijde concerten rondom haar in 2009 verschenen album Circus. Ze gaf concerten in Noord-Amerika, Europa en Australië.

## Achtergrond
Kort nadat op het New Yorkse radiostation Z100 Britneys nieuwe single, "Womanizer", voor het eerst werd gedraaid, kwam Spears als verrassing als gast in de uitzending en kondigde aan een wereldtour te gaan houden in 2009, om haar album Circus te promoten. De aankondiging werd officieel bevestigd op 2 december 2008, gelijk met het uitkomen van haar album. Wade Robson en zijn vrouw Amanda zouden aanvankelijk de tour regisseren, maar deden dat om persoonlijke redenen uiteindelijk niet en Jamie King nam de taak over. In januari 2009 werd het eerst gerepeteerd voor de show, die in maart zou beginnen. De tour heeft tot nu toe meer dan 1 miljoen tickets verkocht en de tickets voor de optredens in Londen (die aanvankelijk de enige zouden zijn in Europa) waren meteen uitverkocht.
De Las Vegas Deluxe meldde dat het podium alleen al 10 miljoen euro kostte en de tour wekelijks 6 miljoen euro om draaiende te blijven met haar staf van 220 man, exclusief de dansers en acrobaten. De attributen, bestaande uit onder andere schommels, banken, fietsen, strippalen, een gouden kooi en gigantische fotolijsten, worden vervoerd in 3.000 kisten verpakt in 32 vrachtwagens.
Het team van medewerkers voor de tour bestaat uit meer dan 200 mensen, waarvan 50 dansers, magiërs, clowns en acrobaten en 6 fulltime kledingassistenten om te zorgen voor de 350 kostuums. 150 technische medewerkers bouwen het podium op, inclusief de lichten en special effects en het duurt 12 uur om het hele podium klaar te maken.
Het budget van de show zou 50 miljoen Amerikaanse dollars zijn.

## Setlist
1. "Welcome to the Circus" (video-introductie)
2. "Circus"
3. "Piece of Me"
4. "Thunderstorm" (Performance Interlude)
5. "Radar"
6. "Martial Arts Segue" (Performance Interlude) (features LAZRtag Remix van "Gimme More")
7. "Ooh Ooh Baby"/"Hot as Ice"
8. "Boys" (The Co-Ed Remix)
9. "If U Seek Amy"
10. "You Oughta Know" (Alanis Morissette cover)1
11. "Me Against the Music" (Bollywood Remix)
12. "Everytime"
13. "I'm Scared"2
14. "Everybody's Looking for Something" (Video Interlude) (features "Sweet Dreams (Are Made of This))
15. "Freakshow"
16. "Get Naked (I Got a Plan)"
17. "Mannequin"3
18. Britney's Hotline (Performance Interlude) (Bevat elementen van "Breathe on Me", "Boys", "I'm a Slave 4 U" en "Gimme More")
19. "Breathe on Me"/"Touch of My Hand"4
20. "Band Jam Segue" (Band Interlude) (Bevat elementen van "Circus")
21. "Do Somethin'"
22. "I'm a Slave 4 U" (contains elements from "Lite Your Ass On Fire")
23. "Heartbeat" (Dance Interlude) (featuring "Lollipop", "American Boy", "Don't Stop the Music", "Closer" and other songs)
24. "Toxic"
25. "...Baby One More Time"
26. "Break the Ice" (Video Interlude) (Bevat elementen van "Run the Show", "Gimme More" en "I'm a Slave 4 U")
27. "Womanizer"
28. "Circus" (Reprise: The Bow)

1 Alleen van 5 september tot 18 september, 2009.

2 Alleen op 3 maart 2009.

3 Alleen van 5 juli tot 26 juli 2009. 

4 "Touch of My Hand" is niet gedaan in Europa (Parijs en Antwerpen wel), Australië en het tweede deel in Noord-Amerika, wegens blessures.

## Tourschema
| Datum             | Stad            | Land                | Locatie                           |
| Noord-Amerika     | Noord-Amerika   | Noord-Amerika       | Noord-Amerika                     |
| ----------------- | --------------- | ------------------- | --------------------------------- |
| 3 maart 2009      | New Orleans     | Verenigde Staten    | New Orleans Arena                 |
| 5 maart 2009      | Atlanta         | Verenigde Staten    | Philips Arena                     |
| 7 maart 2009      | Miami           | Verenigde Staten    | American Airlines Arena           |
| 8 maart 2009      | Tampa           | Verenigde Staten    | St. Pete Times Forum              |
| 11 maart 2009     | Uniondale       | Verenigde Staten    | Nassau Veterans Memorial Coliseum |
| 13 maart 2009     | Newark          | Verenigde Staten    | Prudential Center                 |
| 14 maart 2009     | Newark          | Verenigde Staten    | Prudential Center                 |
| 16 maart 2009     | Boston          | Verenigde Staten    | TD Garden                         |
| 18 maart 2009     | Toronto         | Canada              | Air Canada Centre                 |
| 19 maart 2009     | Toronto         | Canada              | Air Canada Centre                 |
| 20 maart 2009     | Montreal        | Canada              | Bell Centre                       |
| 23 maart 2009     | Uniondale       | Verenigde Staten    | Nassau Veterans Memorial Coliseum |
| 24 maart 2009     | Washington D.C. | Verenigde Staten    | Verizon Center                    |
| 27 maart 2009     | Pittsburgh      | Verenigde Staten    | Mellon Arena                      |
| 30 maart 2009     | Houston         | Verenigde Staten    | Toyota Center                     |
| 31 maart 2009     | Dallas          | Verenigde Staten    | American Airlines Center          |
| 2 april 2009      | Kansas City     | Verenigde Staten    | Sprint Center                     |
| 3 april 2009      | Minneapolis     | Verenigde Staten    | Target Center                     |
| 6 april 2009      | Edmonton        | Canada              | Rexall Place                      |
| 8 april 2009      | Vancouver       | Canada              | GM Place                          |
| 9 april 2009      | Tacoma          | Verenigde Staten    | Tacoma Dome                       |
| 11 april 2009     | Sacramento      | Verenigde Staten    | ARCO Arena                        |
| 12 april 2009     | San Jose        | Verenigde Staten    | HP Pavilion at San Jose           |
| 14 april 2009     | Salt Lake City  | Verenigde Staten    | EnergySolutions Arena             |
| 16 april 2009     | Los Angeles     | Verenigde Staten    | Staples Center                    |
| 17 april 2009     | Los Angeles     | Verenigde Staten    | Staples Center                    |
| 19 april 2009     | Anaheim         | Verenigde Staten    | Honda Center                      |
| 20 april 2009     | Anaheim         | Verenigde Staten    | Honda Center                      |
| 22 april 2009     | Oakland         | Verenigde Staten    | Oracle Arena                      |
| 24 april 2009     | Phoenix         | Verenigde Staten    | Jobing.com Arena                  |
| 25 april 2009     | Las Vegas       | Verenigde Staten    | MGM Grand Garden Arena            |
| 28 april 2009     | Chicago         | Verenigde Staten    | Allstate Arena                    |
| 29 april 2009     | Chicago         | Verenigde Staten    | Allstate Arena                    |
| 30 april 2009     | Columbus        | Verenigde Staten    | Jerome Schottenstein Center       |
| 2 mei 2009        | Uncasville      | Verenigde Staten    | Mohegan Sun Arena                 |
| 3 mei 2009        | Uncasville      | Verenigde Staten    | Mohegan Sun Arena                 |
| 5 mei 2009        | Montreal        | Canada              | Bell Centre                       |
| Europa            |                 |                     |                                   |
| 3 juni 2011       | Londen          | Verenigd Koninkrijk | The O2 Arena                      |
| 4 juni 2009       | Londen          | Verenigd Koninkrijk | The O2 Arena                      |
| 6 juni 2009       | Londen          | Verenigd Koninkrijk | The O2 Arena                      |
| 7 juni 2009       | Londen          | Verenigd Koninkrijk | The O2 Arena                      |
| 10 juni 2009      | Londen          | Verenigd Koninkrijk | The O2 Arena                      |
| 11 juni 2009      | Londen          | Verenigd Koninkrijk | The O2 Arena                      |
| 13 juni 2009      | Londen          | Verenigd Koninkrijk | The O2 Arena                      |
| 14 juni 2009      | Londen          | Verenigd Koninkrijk | The O2 Arena                      |
| 17 juni 2009      | Manchester      | Verenigd Koninkrijk | Manchester Evening News Arena     |
| 19 juni 2009      | Dublin          | Ierland             | The O2                            |
| 20 juni 2009      | Dublin          | Ierland             | The O2                            |
| 4 juli 2009       | Parijs          | Frankrijk           | Palais Omnisports de Paris-Bercy  |
| 5 juli 2009       | Parijs          | Frankrijk           | Palais Omnisports de Paris-Bercy  |
| 6 juli 2009       | Parijs          | Frankrijk           | Palais Omnisports de Paris-Bercy  |
| 9 juli 2009       | Antwerpen       | België              | Sportpaleis                       |
| 12 juli 2009      | Kopenhagen      | Denemarken          | Parken Stadium                    |
| 13 juli 2009      | Stockholm       | Zweden              | Ericsson Globe                    |
| 14 juli 2009      | Stockholm       | Zweden              | Ericsson Globe                    |
| 16 juli 2009      | Helsinki        | Finland             | Hartwall Arena                    |
| 19 juli 2009      | Sint-Petersburg | Rusland             | Ice Palace                        |
| 21 juli 2009      | Moskou          | Rusland             | Olympisky Arena                   |
| 26 juli 2009      | Berlijn         | Duitsland           | O22 World Berlin                  |
| Noord-Amerika     |                 |                     |                                   |
| 20 augustus 2009  | Hamilton        | Canada              | Copps Coliseum                    |
| 21 augustus 2009  | Ottawa          | Canada              | Scotiabank Place                  |
| 24 augustus 2009  | New York        | Verenigde Staten    | Madison Square Garden             |
| 25 augustus 2009  | New York        | Verenigde Staten    | Madison Square Garden             |
| 26 augustus 2009  | New York        | Verenigde Staten    | Madison Square Garden             |
| 29 augustus 2009  | Boston          | Verenigde Staten    | TD Banknorth Garden               |
| 30 augustus 2009  | Philadelphia    | Verenigde Staten    | Wachovia Center                   |
| 1 september 2009  | Orlando         | Verenigde Staten    | Amway Arena                       |
| 2 september 2009  | Miami           | Verenigde Staten    | American Airlines Arena           |
| 4 september 2009  | Atlanta         | Verenigde Staten    | Philips Arena                     |
| 5 september 2009  | Greensboro      | Verenigde Staten    | Greensboro Coliseum Complex       |
| 8 september 2009  | Detroit         | Verenigde Staten    | The Palace of Auburn Hills        |
| 9 september 2009  | Chicago         | Verenigde Staten    | Allstate Arena                    |
| 11 september 2009 | Des Moines      | Verenigde Staten    | Wells Fargo Arena                 |
| 12 september 2009 | Grand Forks     | Verenigde Staten    | Alerus Center                     |
| 15 september 2009 | Tulsa           | Verenigde Staten    | BOK Center                        |
| 16 september 2009 | Houston         | Verenigde Staten    | Toyota Center                     |
| 18 september 2009 | Dallas          | Verenigde Staten    | American Airlines Center          |
| 19 september 2009 | Bossier City    | Verenigde Staten    | CenturyTel Center                 |
| 21 september 2009 | El Paso         | Verenigde Staten    | Don Haskins Center                |
| 23 september 2009 | Los Angeles     | Verenigde Staten    | Staples Center                    |
| 24 september 2009 | San Diego       | Verenigde Staten    | San Diego Sports Arena            |
| 26 september 2009 | Las Vegas       | Verenigde Staten    | Mandalay Bay Events Center        |
| 27 september 2009 | Las Vegas       | Verenigde Staten    | Mandalay Bay Events Center        |
| Australië         |                 |                     |                                   |
| 6 november 2009   | Perth           | Australië           | Burswood Dome                     |
| 7 november 2009   | Perth           | Australië           | Burswood Dome                     |
| 11 november 2009  | Melbourne       | Australië           | Rod Laver Arena                   |
| 12 november 2009  | Melbourne       | Australië           | Rod Laver Arena                   |
| 13 november 2009  | Melbourne       | Australië           | Rod Laver Arena                   |
| 16 november 2009  | Sydney          | Australië           | Acer Arena                        |
| 17 november 2009  | Sydney          | Australië           | Acer Arena                        |
| 19 november 2009  | Sydney          | Australië           | Acer Arena                        |
| 20 november 2009  | Sydney          | Australië           | Acer Arena                        |
| 22 november 2009  | Brisbane        | Australië           | Brisbane Entertainment Centre     |
| 24 november 2009  | Brisbane        | Australië           | Brisbane Entertainment Centre     |
| 25 november 2009  | Brisbane        | Australië           | Brisbane Entertainment Centre     |
| 27 november 2009  | Melbourne       | Australië           | Rod Laver Arena                   |
| 29 november 2009  | Adelaide        | Australië           | Adelaide Entertainment Centre     |

Uitgestelde datums:
- Het concert van 26 maart in Uncasville werd verplaatst naar 3 mei omdat er te weinig tijd was om het decor van de vorige stad te verplaatsen.[2]